# Molopaques
Os molopaques foram um povo indígena que segundo relatos históricos teriam habitado as cabeceiras do rio Sapucaí, onde hoje se assenta a microrregião de Itajubá, no extremo sul do atual estado brasileiro de Minas Gerais, divisa com o estado de São Paulo.
O povo molopaque teria-se extinguido com o advento das bandeiras e consequente contato com a escravização, as doenças trazidas pelos conquistadores e a miscigenação.

## Etimologia
Segundo o historiador e geógrafo Teodoro Sampaio e o filólogo Antenor Nascentes, o termo “molopaque” seria derivado de do tupi mura'pak, alterado depois para murupak, e significa “gente esperta, viva” ou “o povo ativo”.

## Características
O explorador inglês Anthony Knivet os descreveu no século XVII como diferentes de todos os outros indígenas por causa de suas “longas barbas, modos educados e por suas mulheres serem claras e de cabelos louros ou arruivados como as inglesas”. Foram ainda descritos como sendo “de feições delicadas e de grande beleza, olhos azuis e cabelos finos”.
Knivet, nos seus escritos, foi mais longe nos seus relatos e chegou a afirmar:
Se esses canibais tivessem conhecimento de Deus, posso arriscar dizer, não haveria gente no mundo [de tão boa índole] como eles.
Apesar dos modos mais doces e civilizados se comparados a outros selvagens e de não adotarem a poligamia, eles não renunciavam à guerra nem às eventuais práticas antropofágicas. Entre seus costumes, descreve-se que faziam três refeições ao dia e cobriam o corpo com decência.